# Dream Art
Dream Art é uma academia e equipe de Jiu-jitsu brasileiro fundada em São Paulo, Brasil, pelo campeão mundial de jiu-jitsu Isaque Bahiense.
A Dream Art formou inúmeros campeões desde sua criação e é considerada uma das melhores equipes de jiu-jitsu do mundo. A equipe foi a que obteve maior pontuação nas categorias masculina e feminina no Campeonato Mundial de Jiu-Jitsu de 2023, e ficou em primeiro lugar no Ranking de Academias do Grand Slam IBJJF 2022-2023.

## Locais das academias
A primeira academia Dream Art está localizada em São Paulo, e a equipe possui academias afiliadas em Spring, Texas; Conroe, Texas; Fullerton, Califórnia, Pensacola, Flórida, e San Antonio, Texas.

## História
O Projeto Dream Art foi fundado em São Paulo, Brasil em outubro de 2018 pelo faixa-preta campeão mundial Isaque Bahiense, com o apoio da Alliance Jiu Jitsu. O projeto começou como uma iniciativa social para apoiar jovens atletas de jiu-jitsu talentosos provenientes de famílias de baixa renda, oferecendo, além do treinamento de jiu-jitsu, acesso a educação, saúde e aulas de inglês. Inicialmente, a Alliance Manaus integrou o Projeto Dream Art, trazendo lutadores como Micael Galvão.
Em setembro de 2021, a Dream Art anunciou sua separação da Alliance. Em 2022, a Dream Art começou a colaborar com a Aspire To Inspire para expandir nos Estados Unidos. Em julho de 2022, o renomado lutador Paulo Miyao assumiu o cargo de técnico principal da Dream Art. Em 2022, os atletas da Dream Art conquistaram um total de 154 medalhas de ouro, 70 de prata e 42 de bronze.
Em 2023, a Dream Art foi a equipe com maior pontuação nas categorias masculina e feminina no Campeonato Mundial de Jiu-Jitsu  de 2023, e alcançou o primeiro lugar no Ranking de Academias do Grand Slam IBJJF 2022-2023.

## Membros notáveis
Os membros atuais e antigos da Dream Art incluem:
- Isaque Bahiense
- Nicholas Meregali
- Beatriz Mesquita
- Anna Rodrigues

## Ver Também
- Checkmat
- Gracie Barra
- Atos Jiu-Jitsu